# Lista de prêmios e indicações para The Simpsons
Esta é uma lista dos prêmios mais notáveis recebidos pelo programa de televisão The Simpsons e pelo filme The Simpsons Movie. The Simpsons, uma sitcom de animação estadunidense, é o programa mais antigo em exibição no horário nobre da televisão dos Estados Unidos. Venceu vários prêmios diferentes, incluindo 34 Emmys, onze dos quais na categoria de melhor programa de animação. Entretanto, The Simpsons nunca foi indicado ao prêmio de Melhor Seriado de Comédia. James L. Brooks, produtor executivo do programa, recebeu onze Emmys por The Simpsons, assim como outros dez por outros programas, detendo o recorde de pessoa mais premiada, com 20 estatuetas. The Simpsons foi o primeiro programa animado a receber um Peabody e venceu um segundo em 2020. Em 2000, a família Simpson recebeu uma estrela na Calçada da Fama de Hollywood. The Simpsons Movie, adaptação para o cinema do programa, foi lançado em 2007 e recebeu indicações para prêmios importantes, como um Globo de Ouro, enquanto The Longest Daycare, lançado em 2013, tornou-se a primeira produção da franquia a ser nomeada para um Óscar. Até 2015, Os Simpsons receberam um total de 85 indicações ao Emmy.
The Simpsons também detém dois recordes mundiais presentes no Guinness Book of World Records: programa de animação do horário nobre com maior tempo no ar e seriado de televisão com mais convidados especiais.

## Prêmios para The Simpsons

### Annie Awards
Instituído em 1972, os prêmios Annie são entregues exclusivamente a programas de animação. The Simpsons venceu 32 Annies, incluindo doze na categoria de Melhor Programa Televisivo de Animação.
| Ano  | Categoria                                                                       | Indicado | Resultado |
| ---- | ------------------------------------------------------------------------------- | --- | --------- |
| 1992 | Melhor Programa Televisivo de Animação                                          | | Venceu    |
| 1993 | Melhor Programa Televisivo de Animação                                          | | Venceu    |
| 1994 | Melhor Programa Televisivo de Animação                                          | | Venceu    |
| 1994 | Melhor Supervisão de Criação em Animação                                        | David Silverman | Indicado  |
| 1995 | Melhor Programa Televisivo de Animação                                          | | Venceu    |
| 1995 | Melhor Atuação de Voz em Animação                                               | Nancy Cartwright como Bart Simpson | Venceu    |
| 1996 | Melhor Programa Televisivo de Animação                                          | | Venceu    |
| 1997 | Melhor Programa Televisivo de Animação                                          | | Venceu    |
| 1997 | Melhor Direção em uma Produção de TV                                            | Mike B. Anderson por "Homer's Phobia" | Venceu    |
| 1997 | Melhor Música em uma Produção de TV                                             | Alf Clausen | Venceu    |
| 1997 | Melhor Produtor em uma Produção de TV                                           | Al Jean & Mike Reiss por "Arquivo S" | Venceu    |
| 1997 | Melhor Atuação de Voz por uma Atriz em uma Produção de TV                       | Maggie Roswell por "Simpsons, Supercalifragilespiralidoso" | Indicado  |
| 1998 | Melhor Produção Televisiva de Animação do Horário Nobre                         | | Venceu    |
| 1998 | Melhor Música em uma Produção de TV                                             | Alf Clausen & Ken Keeler por "You're Checkin' In" "A cidade de Nova Iorque vs. Homer Simpson" | Venceu    |
| 1998 | Melhor Direção de uma Produção Televisiva de Animação                           | Jim Reardon por "Empate de Titãs" | Venceu    |
| 1999 | Melhor Produção Televisiva de Animação do Horário Nobre                         | | Venceu    |
| 1999 | Melhor Roteiro de uma Produção Televisiva de Animação                           | Tim Long, Larry Doyle & Matt Selman por "Histórias Bíblicas dos Simpsons" | Venceu    |
| 2000 | Melhor Produção Televisiva de Animação do Horário Nobre                         | | Venceu    |
| 2000 | Melhor Música em uma Produção Televisiva de Animação                            | Alf Clausen por "Por trás das risadas" | Venceu    |
| 2001 | Melhor Produção Televisiva de Animação                                          | | Venceu    |
| 2001 | Melhor Roteiro de uma Produção Televisiva de Animação                           | Al Jean por "É o Homer!" | Indicado  |
| 2002 | Melhor Produção Televisiva de Animação                                          | | Venceu    |
| 2003 | Melhor Produção Televisiva de Animação                                          | | Venceu    |
| 2003 | Melhor Direção de uma Produção Televisiva de Animação                           | Steven Dean Moore por "Eu Quero Ver o Céu" | Venceu    |
| 2003 | Melhor Música em uma Produção Televisiva de Animação                            | Alf Clausen, Ken Keeler & Ian Maxtone-Graham por "Cara, Cadê Meu Rancho?" | Venceu    |
| 2003 | Melhor Roteiro de uma Produção Televisiva de Animação                           | Matt Warburton por "Três Gays do Condomínio" | Venceu    |
| 2006 | Melhor Roteiro de uma Produção Televisiva de Animação                           | Ian Maxtone-Graham por "História Quase Sem Fim" | Venceu    |
| 2007 | Melhor Música em uma Produção Televisiva de Animação                            | Alf Clausen & Michael Price por "Caipiras Cantores" | Venceu    |
| 2007 | Melhor Roteiro de uma Produção Televisiva de Animação                           | Ian Maxtone-Graham & Billy Kimball por "24 minutos" | Venceu    |
| 2008 | Melhor Produção Televisiva de Animação                                          | | Indicado  |
| 2008 | Melhor Direção de uma Produção Televisiva de Animação                           | Bob Anderson por "A Casa da Árvore dos Horrores XIX" | Indicado  |
| 2008 | Melhor Roteiro de uma Produção Televisiva de Animação                           | Joel H. Cohen por "O Delator" | Indicado  |
| 2009 | Melhor Produção Televisiva de Animação                                          | | Indicado  |
| 2009 | Melhor Roteiro de uma Produção Televisiva de Animação                           | Daniel Chun por "A Casa da Árvore dos Horrores XX" | Venceu    |
| 2009 | Melhor Roteiro de uma Produção Televisiva de Animação                           | Valentina L. Garza por "Quatro Grandes Mulheres e um Manicure" | Indicado  |
| 2009 | Melhor Roteiro de uma Produção Televisiva de Animação                           | Ian Maxtone-Graham & Billy Kimball por "O Desaparecimento de Maggie" | Indicado  |
| 2010 | Melhor Produção Televisiva de Animação                                          | | Indicado  |
| 2010 | Melhor Direção de uma Produção Televisiva                                       | Bob Anderson | Indicado  |
| 2010 | Melhor Música em uma Produção Televisiva                                        | Tim Long, Alf Clausen, Bret McKenzie, Jemaine Clement por "Musical da Escola Fundamental" | Indicado  |
| 2010 | Melhor Roteiro de uma Produção Televisiva                                       | John Frink por "Roubando na Primeira Base" | Indicado  |
| 2011 | Melhor Audiência Geral de uma Produção Televisiva de Animação                   | | Venceu    |
| 2011 | Melhor Direção de uma Produção Televisiva                                       | Matthew Nastuk | Venceu    |
| 2011 | Melhor Roteiro de uma Produção Televisiva                                       | Carolyn Omine por "A Casa da Árvore dos Horrores XXII" | Venceu    |
| 2012 | Best Animated Short Subject                                                     | Bill Plympton Couch Gag em "Cuidado com o Bart Traidor" | Indicado  |
| 2012 | Music in an Animated Television or other Broadcast Venue Production             | Alf Clausen por "A Casa da Árvore dos Horrores XXIII" | Indicado  |
| 2012 | Production Design in an Animated Television or other Broadcast Venue Production | Lynna Blankenship, Sean Coons, Hugh Macdonald, Debbie Peterson, Charles Ragins, Lance Wilder, Darrel Bowen, John Krause, Kevin Moore, Brent M. Bowen, Brice Mallier, Steven Fahey, Dima Malanitchev, Karen Bauer, Eli Balser, Anne Legge por "Do Luxo ao Lixo" | Indicado  |
| 2012 | Writing in an Animated Television or other Broadcast Venue Production           | Ian Maxtone-Graham, Billy Kimball por "Como Encontrei sua Mãe" | Indicado  |
| 2012 | Writing in an Animated Television or other Broadcast Venue Production           | Stephanie Gillis por "Cresce uma árvore em Springfield" | Indicado  |
| 2017 | Best General Audience Animated TV/Broadcast Production                          | Barthood | Indicado  |
| 2017 | Writing in an Animated Television or other Broadcast Venue Production           | Dan Greaney for "Barthood" | Indicado  |
| 2017 | Writing in an Animated Television or other Broadcast Venue Production           | Rob LaZebnik for "The Burns Cage" | Indicado  |

### British Comedy Awards

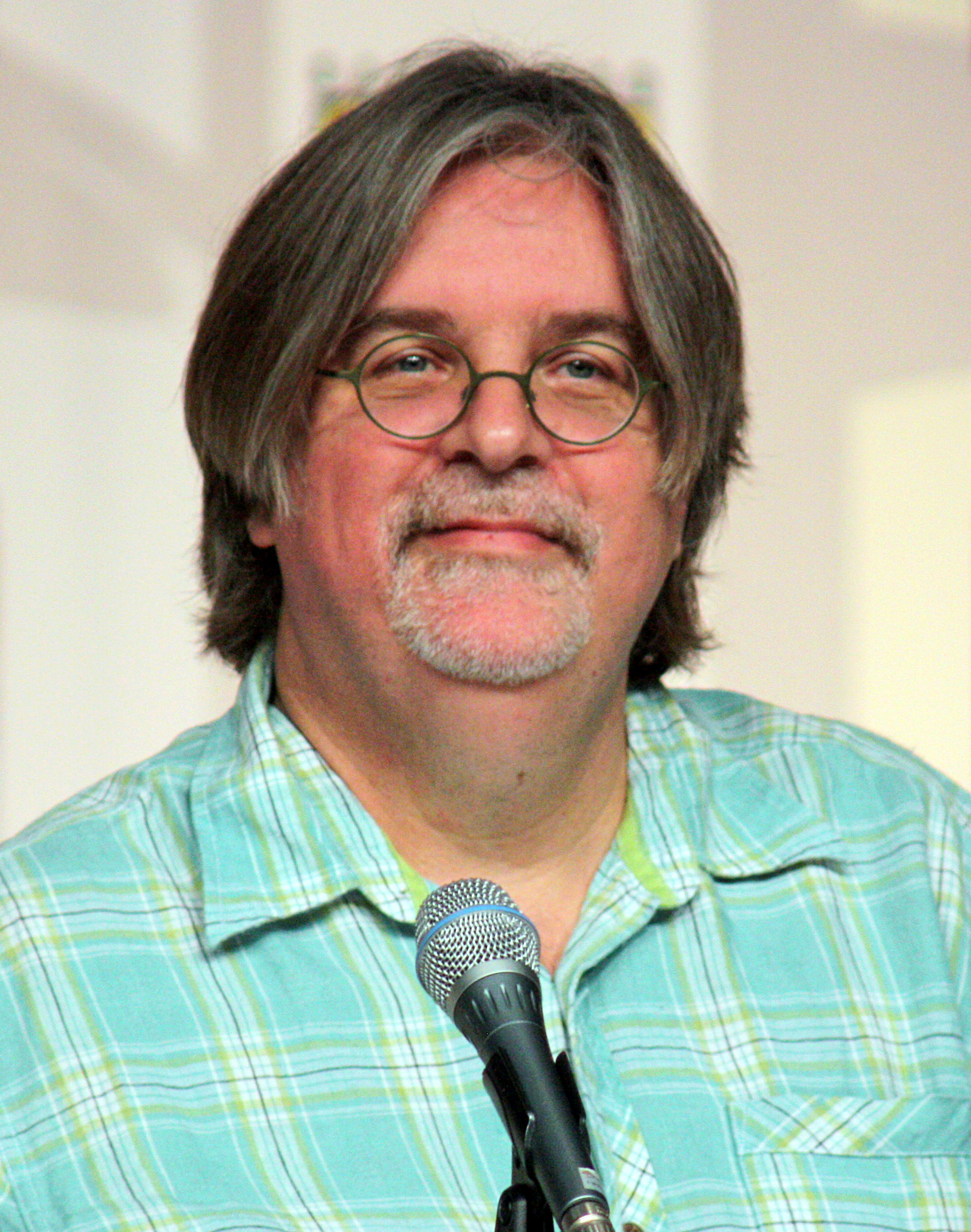
Em 2004, Matt Groening venceu um British Comedy Award pelo conjunto de sua obra.

The Simpsons venceu três British Comedy Awards. O criador do seriado, Matt Groening, recebeu um prêmio especial por Melhor Contribuição à Comédia em 2004.
| Ano  | Categoria                                | Resultado |
| ---- | ---------------------------------------- | --------- |
| 2000 | Melhor Programa de Comédia Internacional | Venceu    |
| 2004 | Melhor Programa de Comédia Internacional | Venceu    |
| 2005 | Melhor Programa de Comédia Internacional | Venceu    |
| 2007 | Melhor Programa de Comédia Internacional | Indicado  |

### Emmy Awards
The Simpsons venceu 34 Emmys em quatro categorias, mas já foi indicado 78 vezes em nove categorias diferentes. Duas dessas indicações foram para "Simpsons Roasting on an Open Fire", que foi indicado em 1990 como um programa separado, pois foi oficialmente considerado um especial e não parte do seriado. A temporada mais premiada do seriado foi a terceira, que recebeu seis Emmys, todos na categoria de Melhor Performance de Dublagem. Esta categoria é concedida por um comitê, então não são feitas indicações e o prêmio não foi dado em alguns anos.
The Simpsons foi indicado ao prêmio de Melhor Programa de Animação (de Menos de Uma Hora) todos os anos desde sua estreia, com exceção de 1993 e 1994. Em 1993 os produtores de The Simpsons decidiram enviar o seriado para apreciação da Academia para o prêmio de Melhor Seriado de Comédia. Antes de 1993, os seriados de animação só podiam competir em suas respectivas categorias, mas a Academia mudou as regras para permitir que também pudessem ser indicados para o prêmio de Melhor Seriado de Comédia (o que aconteceu com Family Guy em 2009). Os produtores enviaram para consideração da Academia os episódios "A Streetcar Named Marge" e "Mr. Plow", mas os eleitores preteriram o desenho a favor de programas de live-action.
Vários críticos de televisão viram a incapacidade do programa de ser indicado como uma das maiores afrontas daquela edição dos prêmios. No ano seguinte os produtores também enviaram episódios para consideração da Academia para o prêmio de Melhor Seriado de Comédia, mas estes não foram indicados novamente. Desde então, os produtores enviam episódios para consideração da Academia apenas nas categorias de animação.

#### Melhor Programa de Animação (de Menos de Uma Hora)

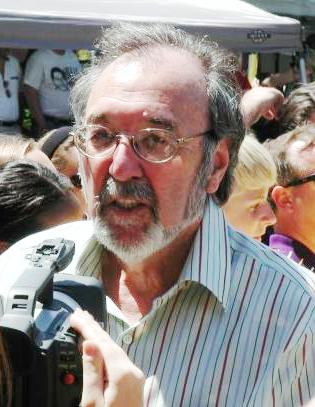
James L. Brooks venceu onze Emmys por The Simpsons.

| Ano  | Episódio indicado                        | Resultado |
| ---- | ---------------------------------------- | --------- |
| 1990 | "Uma vida turbulenta"                    | Venceu    |
| 1990 | "O Prêmio de Natal"                      | Indicado  |
| 1991 | "Homer vs. Lisa and the 8th Commandment" | Venceu    |
| 1992 | "Bart Radialista"                        | Indicado  |
| 1995 | "O Casamento de Lisa"                    | Venceu    |
| 1996 | "A Casa da Árvore dos Horrores VI"       | Indicado  |
| 1997 | "Humofobia"                              | Venceu    |
| 1998 | "Empate de Titãs"                        | Venceu    |
| 1999 | "Viva Ned Flanders"                      | Indicado  |
| 2000 | "Por trás das Risadas"                   | Venceu    |
| 2001 | "É o Homer!"                             | Venceu    |
| 2002 | "Uma Questão de Fé"                      | Indicado  |
| 2003 | "Três Gays do Condomínio"                | Venceu    |
| 2004 | "Como Não Éramos"                        | Indicado  |
| 2005 | "Futuro-Drama"                           | Indicado  |
| 2006 | "História Quase Sem Fim"                 | Venceu    |
| 2007 | "Casal Esquisito"                        | Indicado  |
| 2008 | "Eterna Bobeira da Mente do Simpson"     | Venceu    |
| 2009 | "O Desaparecimento de Maggie"            | Indicado  |
| 2010 | "Era uma vez em Springfield"             | Indicado  |
| 2011 | "Pai Raivoso - O Filme"                  | Indicado  |
| 2012 | "Fim de Ano do Futuro Passado"           | Indicado  |
| 2013 | "A Casa da Árvore dos Horrores XXII"     | Indicado  |
| 2015 | "A Casa da Árvore dos Horrores XXV"      | Indicado  |
| 2016 | "Halloween of Horror"                    | Indicado  |
| 2017 | "The Town"                               | Indicado  |
| 2018 | "Gone Boy"                               | Indicado  |
| 2019 | "Mad About the Toy"                      | Venceu    |
| 2020 | "Thanksgiving of Horror"                 | Indicado  |
| 2021 | "The Dad-Feelings Limited"               | Indicado  |

#### Melhor Atuação de Voz
Em 2014, o prêmio foi dividido em duas categorias diferentes, Melhor Atuação de Voz e Melhor Narrador. Nomeações e vitórias em 2014 e a partir desta data estão na categoria Melhor Atuação de Voz.

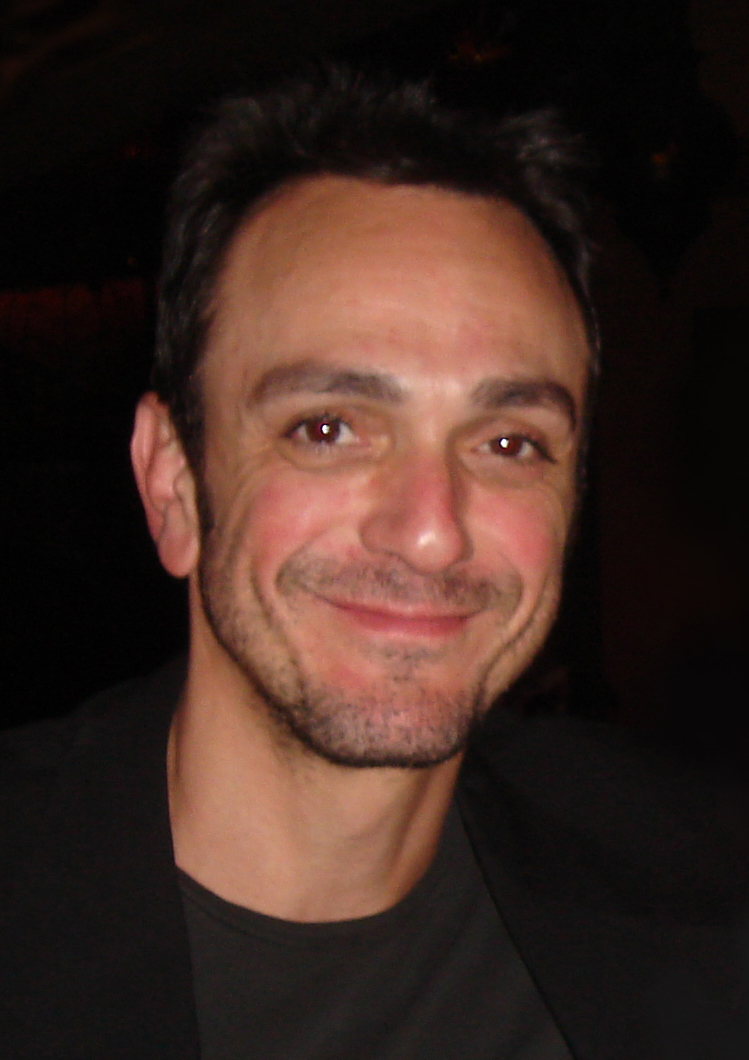
Hank Azaria ganhou quatro prêmios Emmy de Melhor Atuação de Voz

| Ano  | Indicado         | Personagem                                                                    | Episódio                              | Resultado |
| ---- | ---------------- | ----------------------------------------------------------------------------- | ------------------------------------- | --------- |
| 1992 | Nancy Cartwright | Bart Simpson                                                                  | "Vocações Diferentes"                 | Venceu    |
| 1992 | Dan Castellaneta | Homer Simpson                                                                 | "Um Cavalo para Lisa"                 | Venceu    |
| 1992 | Julie Kavner     | Marge Simpson                                                                 | "Como Casei com Marge"                | Venceu    |
| 1992 | Jackie Mason     | Hyman Krustofsky                                                              | "Tal Pai, Tal Palhaço"                | Venceu    |
| 1992 | Yeardley Smith   | Lisa Simpson                                                                  | "Lisa Palpiteira"                     | Venceu    |
| 1992 | Marcia Wallace   | Edna Krabappel                                                                | "Bart, o Amante"                      | Venceu    |
| 1993 | Dan Castellaneta | Homer Simpson                                                                 | "Homer Escavadeira, Um Homem da Neve" | Venceu    |
| 1998 | Hank Azaria      | Apu Nahasapeemapetilon                                                        |                                       | Venceu    |
| 2001 | Hank Azaria      | Vários                                                                        | "O Pior Episódio de Todos"            | Venceu    |
| 2003 | Hank Azaria      | Vários                                                                        | "Moe e Maggie"                        | Venceu    |
| 2004 | Dan Castellaneta | Vários                                                                        | "Hoje, Eu Sou Um Palhaço"             | Venceu    |
| 2006 | Kelsey Grammer   | Sideshow Bob                                                                  | "O Bob Italiano"                      | Venceu    |
| 2009 | Hank Azaria      | Moe Szyslak                                                                   | "Moe e Maya Pequeninos"               | Indicado  |
| 2009 | Harry Shearer    | Vários                                                                        | "Queimaduras e Abelhas"               | Indicado  |
| 2009 | Dan Castellaneta | Homer Simpson                                                                 | "Papai sabe nada"                     | Venceu    |
| 2010 | Hank Azaria      | Moe Szyslak Apu Nahasapeemapetilon                                            | "O Blues do Moe"                      | Indicado  |
| 2010 | Dan Castellaneta | Homer Simpson Abraham Simpson                                                 | "Quintas-Feiras com Abe"              | Indicado  |
| 2010 | Anne Hathaway    | Princesa Penélope                                                             | "Era uma vez em Springfield"          | Venceu    |
| 2011 | Dan Castellaneta | Homer Simpson Barney Gumble Krusty Louie                                      | "Donnie Tonel"                        | Indicado  |
| 2012 | Hank Azaria      | Carl Carlson Chefe Wiggum Comic Book Guy Duffman Duffman Mexicano Moe Szyslak | "Do Luxo ao Lixo"                     | Indicado  |
| 2014 | Harry Shearer    | Kent Brockman Mr. Burns Waylon Smithers Jovem Burns                           | "Quatro Arrependimentos e Um Funeral" | Venceu    |
| 2015 | Hank Azaria      | Moe Szyslak Pedicab Driver                                                    | "Uma Princesa em Springfield"         | Venceu    |
| 2015 | Dan Castellaneta | Homer Simpson                                                                 | "O Novo Amigo do Bart"                | Indicado  |
| 2015 | Tress MacNeille  | Laney Fontaine Shauna Mrs. Muntz                                              | "Quer uma Carona"                     | Indicado  |
| 2017 | Nancy Cartwright | Bart Simpson                                                                  | "Looking for Mr. Goodbart"            | Indicado  |
| 2019 | Hank Azaria      | Moe Szyslak Carl Carlson Duffman Kirk Van Houten                              | "From Russia Without Love"            | Indicado  |
| 2020 | Hank Azaria      | Professor Frink Moe Chief Wiggum Carl Cletus Kirk Sea Captain                 | "Frinkcoin"                           | Indicado  |
| 2020 | Nancy Cartwright | Bart Simpson Nelson Ralph Todd                                                | "Better Off Ned"                      | Indicado  |

#### Melhor canção
| Ano  | Canção                             | Episódio                            | Música por  | Letra por                       | Resultado |
| ---- | ---------------------------------- | ----------------------------------- | ----------- | ------------------------------- | --------- |
| 1994 | "Who Needs The Kwik-E-Mart?"       | "Homer e Apu"                       | Alf Clausen | Greg Daniels                    | Indicado  |
| 1995 | "We Do (The Stonecutters Song)"    | "Homer, o Grande"                   | Alf Clausen | John Swartzwelder               | Indicado  |
| 1996 | "Señor Burns"                      | "Quem matou o Sr. Burns? - Parte 2" | Alf Clausen | Bill Oakley & Josh Weinstein    | Indicado  |
| 1997 | "We Put The Spring In Springfield" | "Bart trabalha à noite"             | Alf Clausen | Ken Keeler                      | Venceu    |
| 1998 | "You're Checkin' In"               | "A cidade de Nova Iorque vs Homer"  | Alf Clausen | Ken Keeler                      | Venceu    |
| 2002 | "Ode to Branson"                   | "The Old Man and the Key"           | Alf Clausen | Jon Vitti                       | Indicado  |
| 2003 | "Everybody Hates Ned Flanders"     | "Dude, Where's My Ranch?"           | Alf Clausen | Ian Maxtone-Graham & Ken Keeler | Indicado  |
| 2004 | "Vote for a Winner"                | "The President Wore Pearls"         | Alf Clausen | Dana Gould                      | Indicado  |
| 2005 | "Always my Dad"                    | "A Star Is Torn"                    | Alf Clausen | Carolyn Omine                   | Indicado  |

#### Melhor Trilha-Sonora para um Seriado (Tom Dramático)
| Ano  | Episódio                            | Compositor  | Resultado |
| ---- | ----------------------------------- | ----------- | --------- |
| 1992 | "Casa da Árvore dos Horrores II"    | Alf Clausen | Indicado  |
| 1993 | "Casa da Árvore dos Horrores III"   | Alf Clausen | Indicado  |
| 1994 | "A Ameaça"                          | Alf Clausen | Indicado  |
| 1995 | "Casa da Árvore dos Horrores V"     | Alf Clausen | Indicado  |
| 1998 | "Casa da Árvore dos Horrores VIII"  | Alf Clausen | Indicado  |
| 1999 | "Casa da Árvore dos Horrores IX"    | Alf Clausen | Indicado  |
| 2001 | "O Safári"                          | Alf Clausen | Indicado  |
| 2004 | "Casa da Árvore dos Horrores XIV"   | Alf Clausen | Indicado  |
| 2005 | "Casa da Árvore dos Horrores XV"    | Alf Clausen | Indicado  |
| 2008 | "Casa da Árvore dos Horrores XVIII" | Alf Clausen | Indicado  |
| 2009 | "O Desaparecimento de Maggie"       | Alf Clausen | Indicado  |
| 2011 | "Casa da Árvore dos Horrores XXI"   | Alf Clausen | Indicado  |

#### Melhor Direção Musical
| Ano  | Episódio                                | Diretor de música | Resultado |
| ---- | --------------------------------------- | ----------------- | --------- |
| 1997 | "Simpsons, Supercalifragilespiralidoso" | Alf Clausen       | Indicado  |
| 1998 | "Cantando e Dançando"                   | Alf Clausen       | Indicado  |

#### Melhor Tema Musical nos Créditos Principais
| Ano  | Canção               | Compositor   | Resultado |
| ---- | -------------------- | ------------ | --------- |
| 1990 | Tema de The Simpsons | Danny Elfman | Indicado  |

#### Melhor Mixagem de Som para um Seriado de Comédia ou Especial
| Ano  | Episódio                                 | Resultado |
| ---- | ---------------------------------------- | --------- |
| 1990 | "Call of the Simpsons"                   | Indicado  |
| 1991 | "Homer vs. Lisa and the 8th Commandment" | Indicado  |
| 1992 | "Casa da Árvore dos Horrores II"         | Indicado  |
| 1993 | "Casa da Árvore dos Horrores III"        | Indicado  |
| 1995 | "Bart vs Austrália"                      | Indicado  |
| 1997 | "Brother from Another Series"            | Indicado  |

#### Melhor Mixagem de Som para uma Série de Comédia ou Drama (meia hora) e Animação
| Ano  | Episódio              | Resultado |
| ---- | --------------------- | --------- |
| 2014 | "Married to the Blob" | Indicado  |
| 2015 | "Simpsorama"          | Indicado  |
| 2016 | "Halloween of Horror" | Indicado  |

#### Melhor Edição para uma Minissérie ou Especial
| Ano  | Episódio                            | Resultado |
| ---- | ----------------------------------- | --------- |
| 1990 | "Simpsons Roasting on an Open Fire" | Indicado  |

#### Melhor Conquista Individual em Animação
| Ano  | Episódio                              | Animador                                   | Resultado |
| ---- | ------------------------------------- | ------------------------------------------ | --------- |
| 2010 | "Postcards from the Wedge"            | Charles Ragins                             | Venceu    |
| 2013 | "A Casa da Árvore dos Horrores XXIII" | Paul Wee                                   | Venceu    |
| 2014 | "A Casa da Árvore dos Horrores XXIV"  | Dmitry Malanitchev (Color Design Director) | Venceu    |
| 2014 | "A Casa da Árvore dos Horrores XXIV"  | Charles Ragins (Background Designer)       | Venceu    |
| 2018 | "Springfield Splendor"                | Caroline Cruikshank (Character Animator)   | Venceu    |
| 2021 | "Wad Goals"                           | Nik Ranieri (Lead Character Layout Artist) | Venceu    |

### Environmental Media Awards

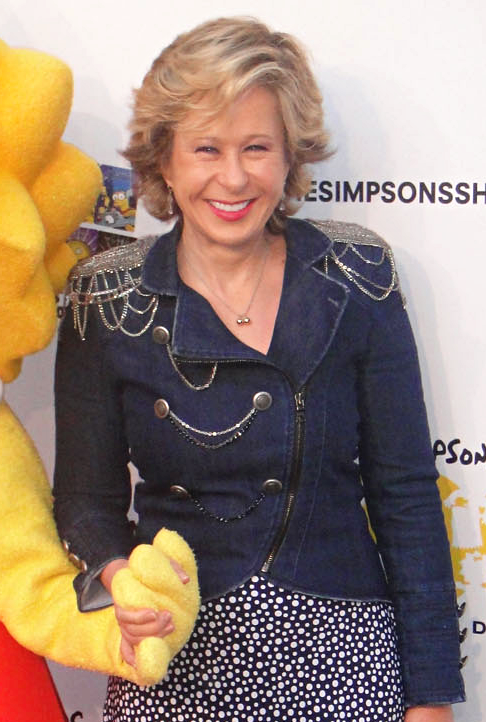
Em 2001, Yeardley Smith venceu o prêmio EMA por dar voz a Lisa Simpson.

The Simpsons venceu sete Environmental Media Awards. Todas as vitórias e a maioria de suas nomeações estavam na categoria de "Melhor Episódio de Comédia na Televisão", mas a série recebeu uma indicação para o Prêmio Turner em 2005, que é dada ao melhor "roteiro, episódio de televisão de horário nobre que melhor lida com a questão do crescimento e responsabilidade da população".
| Ano  | Categoria                                   | Episódio/Personagem                                     | Resultado |
| ---- | ------------------------------------------- | ------------------------------------------------------- | --------- |
| 1991 | Melhor Episódio de Comédia na Televisão     | "Two Cars in Every Garage and Three Eyes on Every Fish" | Venceu    |
| 1992 | Melhor Episódio de Comédia na Televisão     | "Mr. Lisa Goes to Washington"                           | Indicado  |
| 1994 | Melhor Episódio de Comédia na Televisão     | "Bart Gets an Elephant"                                 | Venceu    |
| 1996 | Melhor Episódio de Comédia na Televisão     | "Lisa the Vegetarian"                                   | Venceu    |
| 1997 | Melhor Episódio de Comédia na Televisão     | "The Old Man and the Lisa"                              | Venceu    |
| 2001 | Board of Directors Ongoing Commitment Award | Lisa Simpson                                            | Venceu    |
| 2002 | Melhor Episódio de Comédia na Televisão     | "Brawl in the Family"                                   | Indicado  |
| 2003 | Melhor Episódio de Comédia na Televisão     | "'Scuse Me While I Miss the Sky"                        | Indicado  |
| 2004 | Melhor Episódio de Comédia na Televisão     | "The Fat and the Furriest"                              | Venceu    |
| 2005 | Melhor Episódio de Comédia na Televisão     | "On a Clear Day I Can't See My Sister"                  | Indicado  |
| 2005 | Turner Award                                | "Goo Goo Gai Pan"                                       | Indicado  |
| 2006 | Melhor Episódio de Comédia na Televisão     | "Bonfire of the Manatees"                               | Venceu    |
| 2007 | Melhor Episódio de Comédia na Televisão     | "The Wife Aquatic"                                      | Indicado  |
| 2009 | Melhor Episódio de Comédia na Televisão     | "The Burns and the Bees"                                | Indicado  |
| 2015 | Melhor Episódio de Comédia na Televisão     | "Opposites A-Frack"                                     | Venceu    |

### Genesis Awards

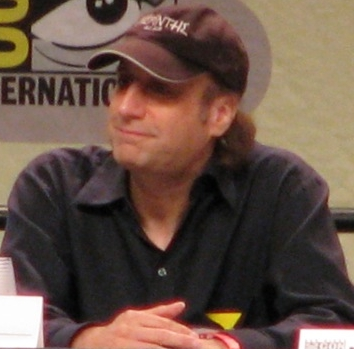
"Lisa the Vegetarian", um episódio produzido por David Mirkin, venceu um Genesis Award em 1996

O Genesis Awards é dado anualmente pela Humane Society of the United States "para a mídia de notícias e entretenimento que brilha holofotes para os cantos mais escuros de abuso de animais e à exploração."
| Ano  | Categoria                                         | Episódio                | Resultado |
| ---- | ------------------------------------------------- | ----------------------- | --------- |
| 1993 | Best Television Comedy Series                     |                         | Venceu    |
| 1994 | Best Television Prime Time Animated Series        | "Whacking Day"          | Venceu    |
| 1995 | Best Television Comedy Series                     | "Bart Gets an Elephant" | Venceu    |
| 1996 | Best Television Comedy Series, Ongoing Commitment | "Lisa the Vegetarian"   | Venceu    |
| 2007 | Sid Caesar Comedy Award                           | "Million Dollar Abie"   | Venceu    |
| 2009 | Sid Caesar Comedy Award                           | "Apocalypse Cow"        | Venceu    |

### Golden Reel Awards
Os Golden Reel Awards são apresentados anualmente pelos Motion Picture Sound Editors. The Simpsons foi indicado na categoria Melhor Edição de Som em Televisão de Animação - categoria Música cinco vezes. Em 1998, o show foi nomeado para Melhor Edição de Som - Especiais Animados de Televisão e ganhou.
| Ano  | Nomeados                                                   | Episódio                        | Resultado |
| ---- | ---------------------------------------------------------- | ------------------------------- | --------- |
| 1998 | Robert Mackston, Travis Powers Norm MacLeod & Terry Greene | "Treehouse of Horror VIII"      | Venceu    |
| 1999 |                                                            |                                 | Indicado  |
| 2000 | Bob Beecher                                                | "Treehouse of Horror X"         | Indicado  |
| 2000 | Chris Ledesma                                              | "Wild Barts Can't Be Broken"    | Indicado  |
| 2001 | Bob Beecher                                                | "Last Tap Dance in Springfield" | Indicado  |
| 2003 | Chris Ledesma                                              | "Large Marge"                   | Indicado  |

### People's Choice Awards
| Ano  | Categoria                            | Resultado |
| ---- | ------------------------------------ | --------- |
| 1991 | Nova Série de TV de Comédia Favorita | Venceu    |
| 1992 | Favorite Series Among Young People   | Indicado  |
| 2006 | Série de TV de Comédia Favorita      | Indicado  |
| 2007 | Comédia de Animação Favorita         | Venceu    |
| 2008 | Comédia de Animação Favorita         | Venceu    |
| 2009 | Comédia de Animação Favorita         | Venceu    |
| 2011 | Melhor Família da TV                 | Venceu    |
| 2012 | Show de Desenho Animado Favorito     | Indicado  |
| 2013 | Show de Desenho Animado Favorito     | Indicado  |
| 2015 | Série Favorita de Animação           | Venceu    |
| 2016 | Série Favorita de Animação           | Venceu    |
| 2017 | Série Favorita de Animação           | Venceu    |

### Writers Guild of America Awards
The Simpsons venceu treze Writers Guild of America Awards. A categoria Animação foi introduzida em 2003, e embora o episódio "Godfellas" de Futurama tenha vencido em 2003, The Simpsons começou a dominar a categoria, vencendo o prêmio de 2004 a 2010 e recebendo um total de 57 indicações nessa categoria. Em 2008, três escritores da série receberam uma indicação para Escitor de Vídeo game. Em 2009, os escritores receberam sua primeira indicação na categoria Série de comédia. Em 2011, os escritores do show receberam duas indicações na categoria, e perderam o prêmio para "The Prisoner of Benda" de Futurama. Em 2012, o show recebeu quatro indicações, e Joel H. Cohen venceu seu segundo prêmio WGA por "Homer the Father". Em 2013, o show recebeu três indicações, e Jeff Westbrook venceu seu terceiro prêmio WGA por "Ned 'n' Edna's Blend Agenda". Em 2014, o show recebeu três indicações e Joel H. Cohen venceu seu terceiro prêmio WGA por "A Test Before Trying". Em 2015, Brian Kelley venceu por "Brick Like Me". Em 2019 Stephanie Gillis venceu por “Bart’s Not Dead”. Em 2020, Dan Vebber venceu por “Thanksgiving of Horror”. Em 2005, Don Payne venceu o prêmio Paul Selvin por "Fraudcast News".
Em 2006, os escritores de muito tempo Al Jean e Mike Reiss receberam o Animation Writers Caucus Animation Award que é dado aos escritores que "avançaram a literatura de animação no cinema e/ou televisão ao longo dos anos e que fizeram contribuições destacadas para a profissão de escritor de animação." Em 2010, o escritor de longa data Mike Scully recebeu este prêmio, e em 2012, o criador da série, Matt Groening, também recebeu. Em 2013, o co-desenvolvedor da série e produtor executivo de longa data, Sam Simon, recebeu essa honra.

#### Animação

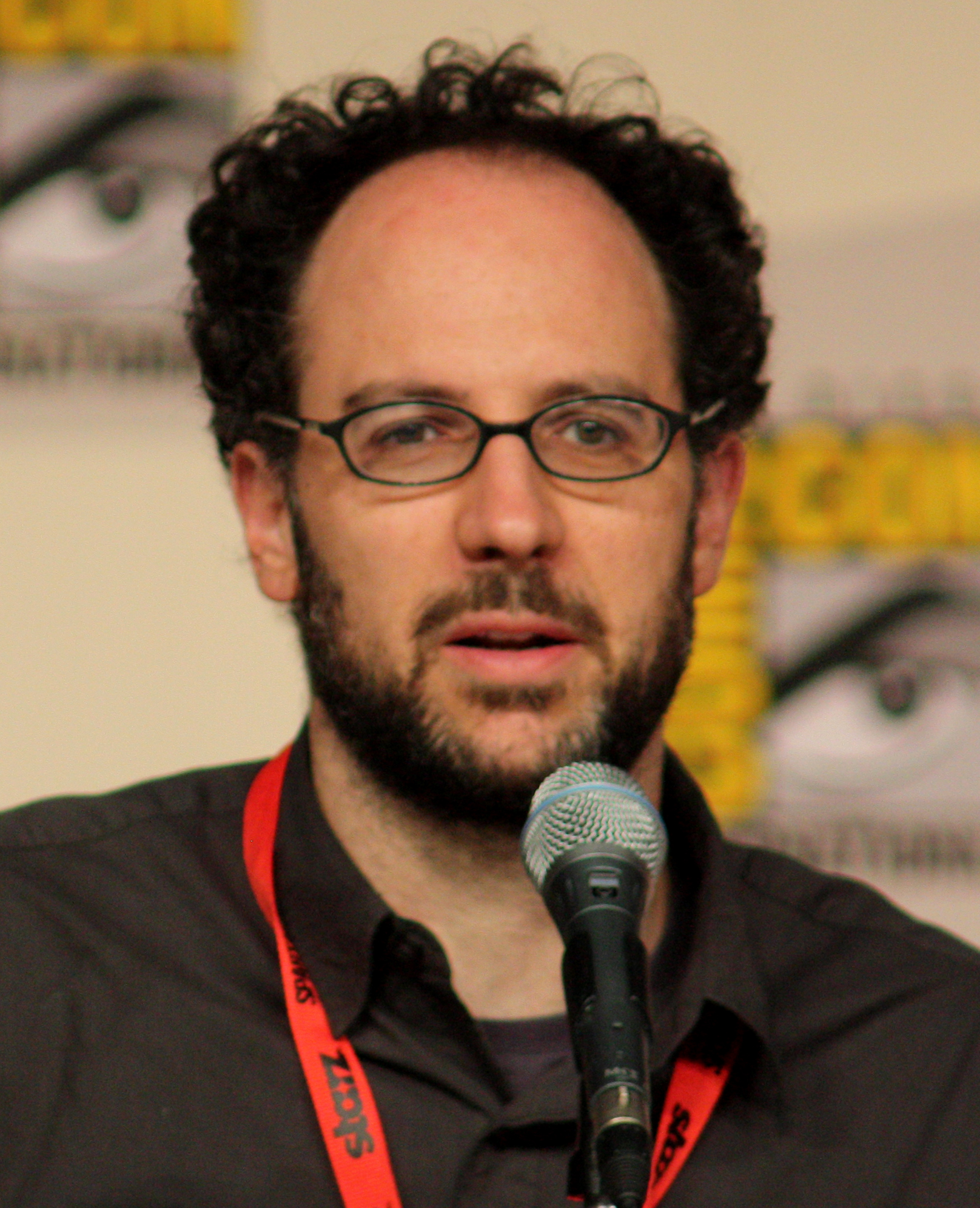
Matt Selman enceu o WGA Award em 2004.

| Ano  | Episódio                                       | Escritor(es)                       | Resultado |
| ---- | ---------------------------------------------- | ---------------------------------- | --------- |
| 2003 | "Blame It on Lisa"                             | Bob Bendetson                      | Indicado  |
| 2003 | "The Bart Wants What It Wants"                 | John Frink & Don Payne             | Indicado  |
| 2003 | "Jaws Wired Shut"                              | Matt Selman                        | Indicado  |
| 2004 | "The Dad Who Knew Too Little"                  | Matt Selman                        | Venceu    |
| 2004 | "Moe Baby Blues"                               | J. Stewart Burns                   | Indicado  |
| 2004 | "My Mother the Carjacker"                      | Michael Price                      | Indicado  |
| 2005 | "Catch 'Em If You Can"                         | Ian Maxtone-Graham                 | Venceu    |
| 2005 | "Fraudcast News"                               | Don Payne                          | Indicado  |
| 2005 | "Milhouse Doesn't Live Here Anymore"           | Julie Chambers & David Chambers    | Indicado  |
| 2005 | "Today I Am a Clown"                           | Joel H. Cohen                      | Indicado  |
| 2006 | "Mommie Beerest"                               | Michael Price                      | Venceu    |
| 2006 | "The Father, the Son, and the Holy Guest Star" | Matt Warburton                     | Indicado  |
| 2006 | "The Girl Who Slept Too Little"                | John Frink                         | Indicado  |
| 2006 | "See Homer Run"                                | Stephanie Gillis                   | Indicado  |
| 2006 | "Thank God It's Doomsday"                      | Don Payne                          | Indicado  |
| 2006 | "There's Something About Marrying"             | J. Stewart Burns                   | Indicado  |
| 2007 | "The Italian Bob"                              | John Frink                         | Venceu    |
| 2007 | "Girls Just Want to Have Sums"                 | Matt Selman                        | Indicado  |
| 2007 | "Kiss Kiss, Bang Bangalore"                    | Dan Castellaneta & Deb Lacusta     | Indicado  |
| 2007 | "Simpsons Christmas Stories"                   | Don Payne                          | Indicado  |
| 2008 | "Kill Gil: Vols. 1 & 2"                        | Jeff Westbrook                     | Venceu    |
| 2008 | "The Haw-Hawed Couple"                         | Matt Selman                        | Indicado  |
| 2008 | "The Homer of Seville"                         | Carolyn Omine                      | Indicado  |
| 2008 | "Stop, or My Dog Will Shoot!"                  | John Frink                         | Indicado  |
| 2009 | "Apocalypse Cow"                               | Jeff Westbrook                     | Venceu    |
| 2009 | "The Debarted"                                 | Joel H. Cohen                      | Indicado  |
| 2009 | "E Pluribus Wiggum"                            | Michael Price                      | Indicado  |
| 2009 | "Homer and Lisa Exchange Cross Words"          | Tim Long                           | Indicado  |
| 2010 | "Wedding for Disaster"                         | Joel H. Cohen                      | Venceu    |
| 2010 | "The Burns and the Bees"                       | Stephanie Gillis                   | Indicado  |
| 2010 | "Eeny Teeny Maya Moe"                          | John Frink                         | Indicado  |
| 2010 | "Gone Maggie Gone"                             | Billy Kimball & Ian Maxtone-Graham | Indicado  |
| 2010 | "Take My Life, Please"                         | Don Payne                          | Indicado  |
| 2011 | "Moe Letter Blues"                             | Stephanie Gillis                   | Indicado  |
| 2011 | "O Brother, Where Bart Thou?"                  | Matt Selman                        | Indicado  |
| 2012 | "Homer the Father"                             | Joel H. Cohen                      | Venceu    |
| 2012 | "Bart Stops to Smell the Roosevelts"           | Tim Long                           | Indicado  |
| 2012 | "The Blue and the Gray"                        | Rob LaZebnik                       | Indicado  |
| 2012 | "Donnie Fatso"                                 | Chris Cluess                       | Indicado  |
| 2013 | "Ned 'N' Edna's Blend Agenda"                  | Jeff Westbrook                     | Venceu    |
| 2013 | "Holidays of Future Passed"                    | J. Stewart Burns                   | Indicado  |
| 2013 | "Treehouse of Horror XXIII"                    | David Mandel & Brian Kelley        | Indicado  |
| 2014 | "A Test Before Trying"                         | Joel H. Cohen                      | Venceu    |
| 2014 | "Hardly Kirk-ing"                              | Tom Gammill e Max Pross            | Indicado  |
| 2014 | "YOLO"                                         | Michael Nobori                     | Indicado  |
| 2015 | "Brick Like Me"                                | Brian Kelley                       | Venceu    |
| 2015 | "Covercraft"                                   | Matt Selman                        | Indicado  |
| 2015 | "Pay Pal"                                      | David H. Steinberg                 | Indicado  |
| 2015 | "Steal This Episode"                           | J. Stewart Burns                   | Indicado  |
| 2016 | "Halloween of Horror"                          | Carolyn Omine                      | Indicado  |
| 2016 | "Sky Police"                                   | Matt Selman                        | Indicado  |
| 2016 | "Walking Big & Tall"                           | Michael Price                      | Indicado  |
| 2017 | "Barthood"                                     | Dan Greaney                        | Indicado  |
| 2018 | "A Father's Watch"                             | Simon Rich                         | Indicado  |
| 2018 | "The Serfsons"                                 | Brian Kelley                       | Indicado  |
| 2019 | "Bart's Not Dead"                              | Stephanie Gillis                   | Venceu    |
| 2019 | "Krusty the Clown"                             | Ryan Koh                           | Indicado  |
| 2020 | "Thanksgiving of Horror"                       | Dan Vebber                         | Venceu    |
| 2020 | "Go Big or Go Homer"                           | John Frink                         | Indicado  |
| 2020 | "Livin La Pura Vida"                           | Brian Kelley                       | Indicado  |
| 2021 | "Bart the Bad Guy"                             | Dan Vebber                         | Indicado  |
| 2021 | "I, Carumbus"                                  | Cesar Mazariegos                   | Indicado  |
| 2021 | "Three Dreams Denied"                          | Danielle Weisberg                  | Indicado  |
| 2021 | "A Springfield Summer Christmas for Christmas" | Jessica Conrad                     | Indicado  |
| 2022 | "The Star of the Backstage"                    | Elisabeth Kiernan Averick          | Indicado  |
| 2022 | "Portrait of a Lackey on Fire"                 | Rob LaZebnik & Johnny LaZebnik     | Indicado  |

#### Série de comédia
| Anos | Escritor(es) | Resultado |
| ---- | --- | --------- |
| 2009 | J. Stewart Burns, Daniel Chun, Joel H. Cohen, Kevin Curran, John Frink Tom Gammill, Stephanie Gillis, Dan Greaney, Reid Harrison, Al Jean Billy Kimball, Tim Long, Ian Maxtone-Graham, Bill Odenkirk, Carolyn Omine Don Payne, Michael Price, Max Pross, Mike Reiss, Mike Scully Matt Selman, Matt Warburton, Jeff Westbrook, Marc Wilmore e William Wright | Indicado  |

#### Prêmio Paul Selvin
| Ano  | Episódio         | Escritor(es) | Resultado |
| ---- | ---------------- | ------------ | --------- |
| 2005 | "Fraudcast News" | Don Payne    | Venceu    |

#### Escritor de jogo eletrônico
| Ano  | Indicados                                             | Jogo              | Resultado |
| ---- | ----------------------------------------------------- | ----------------- | --------- |
| 2008 | Matt Selman, Tim Long, Matt Warburton e Jeff Poliquin | The Simpsons Game | Indicado  |

## Outros prêmios

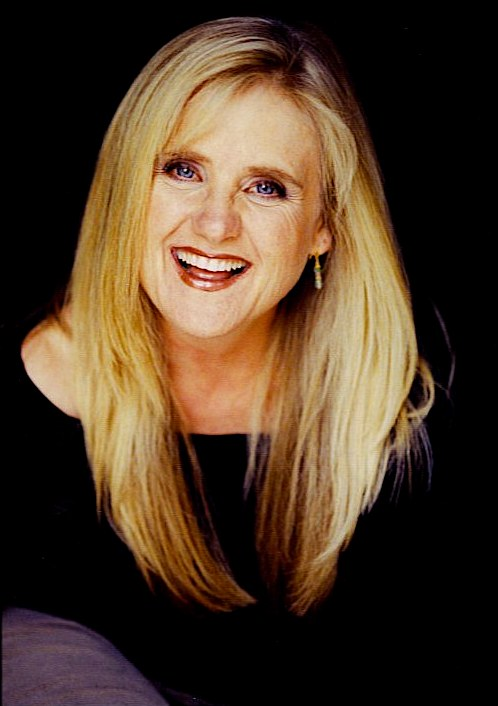
Em 1991, Nancy Cartwright recebeu Kids' Choice Awards enquanto vestia uma fantasia do Bart Simpson.

Em 1997, The Simpsons se tornou a primeira série animada a receber um Prêmio Peabody, e venceu "por proporcionar uma animação excepcional e uma sátira social ardente, ambas as mercadorias que hoje são extremamente escassas na televisão." Em 2020, The Simpsons venceu um Peabody Institutional Award. Em 2000, The Simpsons receberam uma estrela na Calçada da Fama de Hollywood. Isso aplica para The Simpsons em pessoa, não a série. A estrela está localizada na Hollywood Blvd, 7021.
The Simpsons nunca venceu um Golden Globe Award, mas foi indicado em 2002 na categoria Melhor Série de Televisão – Musical ou Comédia, que viria a perder para Curb Your Enthusiasm. Em 1998, a série foi indicada para o British Academy Television Awards na categoria Melhor Programa ou Série Internacional, mas viria a perder para The Larry Sanders Show. Em 1996, o segmento "Homer³" de "Treehouse of Horror VI" foi premiado com o grande prêmio do Ottawa International Animation Festival.
| Ano  | Prêmio                         | Categoria                | Indicado                | Resultado |
| ---- | ------------------------------ | ------------------------ | ----------------------- | --------- |
| 2004 | Australian Kids' Choice Awards | Fave Video Game          | The Simpsons: Hit & Run | Venceu    |
| 2004 | Australian Kids' Choice Awards | Fave TV show             |                         | Venceu    |
| 2005 | Australian Kids' Choice Awards | Fave TV show             |                         | Venceu    |
| 2006 | Australian Kids' Choice Awards | Fave Toon                |                         | Venceu    |
| 2007 | Australian Kids' Choice Awards | Fave Toon                |                         | Venceu    |
| 2008 | Australian Kids' Choice Awards | Fave Toon                |                         | Indicado  |
| 2009 | Australian Kids' Choice Awards | Fave Toon                |                         | Indicado  |
| 2001 | American Comedy Award          | Funniest Animated Series |                         | Venceu    |

## Prêmios para The Simpsons Movie

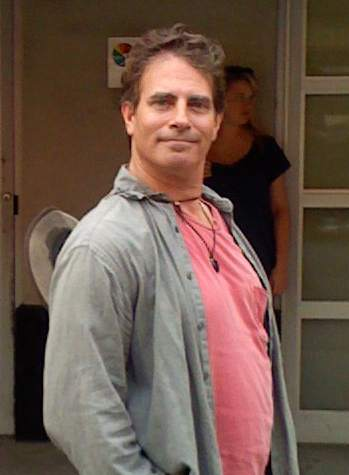
David Silverman, diretor de The Simpsons Movie.

The Simpsons Movie foi lançado em 27 de julho de 2007 e foi um sucesso comercial, arrecadando mais de 500 milhões de dólares em todo o mundo.
| Ano  | Prêmio                             | Categoria                                     | Indicado | Resultado |
| ---- | ---------------------------------- | --------------------------------------------- | --- | --------- |
| 2007 | Annie Awards                       | Annie Award para Melhor Filme de Animação     | | Indicado  |
| 2007 | Annie Awards                       | Melhor Direção de Filme de Animação           | David Silverman | Indicado  |
| 2007 | Annie Awards                       | Melhor Atuação de Voz em um Filme de Animação | Julie Kavner como Marge Simpson | Indicada  |
| 2007 | Annie Awards                       | Melhor Roteiro de um Filme de Animação        | James L. Brooks, Matt Groening, Al Jean, Ian Maxtone-Graham, George Meyer David Mirkin, Mike Reiss, Mike Scully, Matt Selman, John Swartzwelder & Jon Vitti | Indicado  |
| 2008 | BAFTA                              | Melhor Filme de Animação                      | Matt Groening, James L. Brooks | Indicado  |
| 2007 | British Comedy Awards              | Melhor Filme de Comédia                       | | Venceu    |
| 2007 | Critics Choice Awards              | Melhor Filme de Animação                      | | Indicado  |
| 2007 | CFCA Awards                        | Melhor Filme de Animação                      | | Indicado  |
| 2008 | Environmental Media Awards         | Melhor Filme                                  | | Indicado  |
| 2007 | Golden Globe Awards                | Melhor Filme de Animação                      | | Indicado  |
| 2008 | Golden Reel Awards                 | Melhor Edição de Som em um Filme de Animação  | | Indicado  |
| 2007 | Golden Trailer Awards              | Melhor Trailer de Filme de Animação           | | Venceu    |
| 2007 | ITV National Movie Awards          | Melhor Filme de Animação                      | | Venceu    |
| 2008 | Kids' Choice Awards                | Filme de Animação Favorito                    | | Venceu    |
| 2007 | MTV Movie Awards                   | Melhor Filme do Verão                         | | Indicado  |
| 2007 | Online Film Critics Society Awards | Melhor Filme de Animação                      | | Indicado  |
| 2008 | People's Choice Awards             | Filme Favorito de Comédia                     | | Indicado  |
| 2007 | Producers Guild Awards             | Melhor Filme de Animação                      | James L. Brooks, Matt Groening Al Jean, Richard Sakai & Mike Scully                                                                                         | Indicado  |
| 2007 | Satellite Awards                   | Melhor Filme de Animação                      | | Indicado  |
| 2008 | Saturn Awards                      | Melhor Filme de Animação                      | | Indicado  |
| 2007 | Teen Choice Awards                 | Melhor Filme do Verão - Comédia ou Musical    | | Indicado  |
| 2007 | Kids' Choice Awards (Reino Unido)  | Melhor Filme                                  | | Venceu    |

## Prêmios paraThe Longest Day Care
The Longest Daycare é um curta 3D, estrelando Maggie Simpson, que foi mostrado antes da exibição de Ice Age: Continental Drift, em 13 de Julho de 2012, nos Estados Unidos.
| Ano  | Prêmio         | Categoria                         | Indicado        | Resultado |
| ---- | -------------- | --------------------------------- | --------------- | --------- |
| 2013 | Annie Awards   | Melhor curta-metragem de animação |                 | Indicado  |
| 2013 | Academy Awards | Melhor curta-metragem de animação | David Silverman | Indicado  |